# دوورشوویتسه کوشچیلنه
دوورشوویتسه کوشچیلنه (به لهستانی:  Dworszowice Kościelne) یک روستا در لهستان است که در گمینا نووا بژژنگتسا واقع شده‌است. دوورشوویتسه کوشچیلنه ۴۲۴ نفر جمعیت دارد.